# Hôtel de Langeac

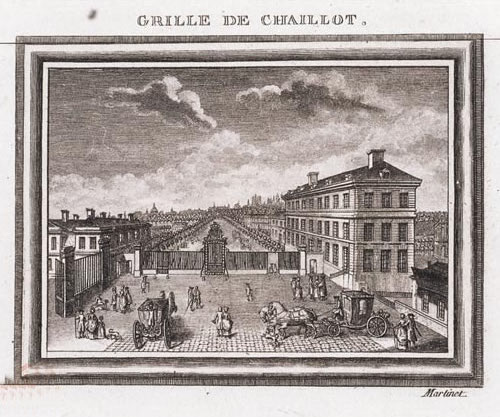

L’hôtel de Langeac était une demeure parisienne, située à no 92 avenue des Champs-Élysées, à l'angle de la rue de Berri. Il a été entièrement démoli en 1842. Il est connu pour avoir servi de résidence à Thomas Jefferson, lorsqu'il était ministre des États-Unis en France entre 1785 et 1789.

## Construction
En 1755, le comte de Saint-Florentin, Secrétaire d'État à la maison du Roi, fit l'acquisition du vaste terrain de l'ancienne pépinière royale, correspondant à l'espace compris aujourd'hui entre les rues du Colisée et de Berri, l'avenue des Champs-Élysées et la rue du Faubourg-Saint-Honoré.
Il fit arranger la petite maison du gardien pour en faire un charmant pavillon qu'il offrit en 1764, avec l'ensemble de la propriété, à sa maîtresse, la comtesse de Langeac (1725-1778). Celle-ci fit transformer la maison en manière de folie par l'architecte Chalgrin qui avait construit pour son amant l'hôtel de Saint-Florentin, place de la Concorde. Les travaux furent achevés en 1773. La maison avait deux étages et vingt-quatre pièces principales dont deux salons de forme circulaire, l'un formant rotonde au centre de la façade, avec un plafond décoré d'une allégorie du char d'Apollon par Jean-Simon Berthélemy. Elle comportait également un niveau de sous-sols et était dotée du confort moderne sous forme de water-closets. Elle était séparée des Champs-Élysées par un fossé de 19 toises (environ 38 mètres).
Dès 1772, l'hôtel de Langeac était cédé au comte d'Artois, frère cadet de Louis XVI, qui y installa en 1780 sa maîtresse, l'actrice Louise Contat.

## À l'époque de Jefferson

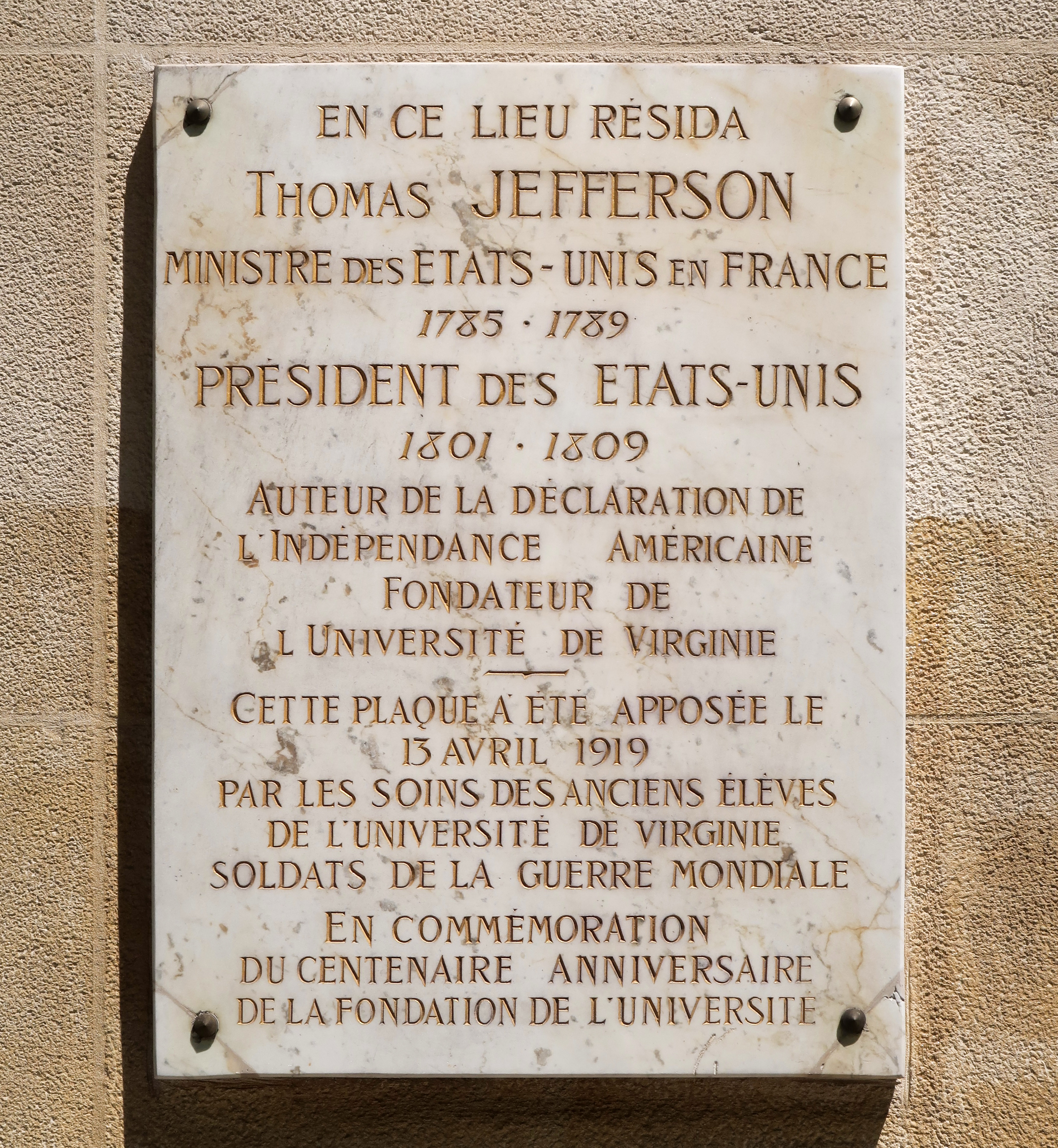
Plaque sur l'immeuble occupant actuellement l'emplacement du no 92 avenue des Champs-Élysées.

Le ministre plénipotentiaire Thomas Jefferson loua l'hôtel de Langeac d'octobre 1785 à septembre 1789 et y installa la légation des États-Unis d'Amérique. Il put emménager dans sa nouvelle demeure le 17 octobre 1785. Peu avant, le 4 septembre, il écrivait à Abigail Adams : « Je me suis enfin procuré une maison située de manière bien plus plaisante que celle que j'ai actuellement. Elle est à la grille des Champs-Élysées, mais dans la ville. Elle me convient à tous égards en dehors du prix, qui est plus élevé qu'aujourd'hui. Elle dispose d'un joli jardin ». Le loyer s'élevait à 7 500 livres par an.
Jefferson meubla la maison avec un soin dont l'inventaire établi lors de son déménagement donne une idée : 48 chaises dont 20 dans la salle à manger, 7 miroirs... Il apporta quelques modifications à l'édifice, faisant notamment séparer une chambre en deux plus petites.
C'est là qu'il recevait ses amis et invités parmi lesquels La Fayette, Condorcet, La Rochefoucauld-Liancourt, Du Pont de Nemours, Chastellux. Ici également séjourne le peintre américain John Trumbull.
L’hôtel Langeac devint le « centre de la vie américaine à Paris ». Jefferson était passionné d'agronomie et fit planter les pieds de vignes qu'il avait pris au cours d'un voyage en Rhénanie. Après son retour aux États-Unis, Jefferson fit revenir tous les meubles et objets d'art qu'il avait accumulés dans l'hôtel.

## Après laRévolution française
Saisi sous la Révolution, l'hôtel de Langeac fut vendu comme bien national en 1793. On dit que c'est dans cet hôtel que résida, durant son exil à Paris sous la monarchie de Juillet, Manuel Godoy (1767-1851), prince de la Paix, ainsi que son épouse la princesse Tereza-Luisa de Bourbon.
L'hôtel fut démoli en 1842 et remplacé par l'hôtel de Belleyme-Trévise, où résida le prince Napoléon (Jérôme) et qui fut lui-même démoli en 1898.